# Kodjonti
Kodjonti est un village situé dans le département de Fada N'Gourma de la province du Gourma dans la région de l'Est au Burkina Faso.

## Géographie
Kodjonti est situé à 21 km au Sud-Est de Fada N'Gourma, chef-lieu du département, de la province et capitale de la région, et à 11 km au Sud-Ouest de Namoungou et de la route nationale 4.

## Économie
L'économie kodjontilaise est principalement basée sur l'agriculture notamment dans le sésame et le coton, le jardinage et l'élevage.

## Santé et éducation
Le centre de soins le plus proche de Kodjonti est le centre de santé et de promotion sociale (CSPS) de Namoungou, village situé à 11 kilomètres environ. Ce qui complique souvent l'évacuation des patients vu que la voie qui y mène n'est plus confortable à pratiquer. Kodjonti dispose d'une école primaire depuis les années 1990 et qui a déjà fourni un grand nombre d'intellectuels pour la nation Burkinabé.